# 新間進一

新間進一

新間 進一（しんま しんいち、1917年9月3日 - 2005年12月11日）は、日本の国文学者。北海道大学助教授・青山学院大学教授を経て、青山学院大学名誉教授。

## 略歴
兵庫県神戸市出身。東京芝生まれ。父は神戸市日蓮宗妙法華院住職・新間智啓。神戸一中、六高を経て、1940年東京帝国大学文学部国文学科卒、同大副手。佐佐木信綱に師事した歌人でもある。1946年白百合女子専門学校教授、1950年北海道大学文学部助教授、1957年文部省教科書調査官、1966年青山学院大学教授、1986年定年、名誉教授。中古・中世和歌と近代短歌を研究、特に「梁塵秘抄」と与謝野晶子研究で知られる。2005年、呼吸不全のため88歳で死去。息子に新間一美（京都女子大学教授、中古文学・和漢比較文学）。

## 著書
- 『歌謡史の研究 その1』至文堂 1947
- 『明治大正短歌史』東京堂 1948
- 『方丈記全釈 評註』紫乃故郷舎 1949 （紫文学評註叢書）
- 『近代歌壇史』1968 （塙新書）
- 『近代短歌史論』1969 （有精堂選書）
- 『古典（古文・漢文）』 旺文社 1969
- 『与謝野晶子』桜楓社 1981.12 （短歌シリーズ・人と作品）

## 編纂など
- 『中世民謡集』古典文庫 1947
- 『枕草子』清少納言 いてふ本刊行会 1953
- 『日本古典文学大系 第44 中世近世歌謡集』志田延義、浅野建二と校注 岩波書店 1959
- 『日本古典鑑賞講座 第14巻 日本の歌謡』西角井正慶、志田延義共編 角川書店 1959
- 『日本古典文学大系 第82 日蓮集』兜木正亨と校注 岩波書店 1964
- 『続日本歌謡集成 巻1 中古編』東京堂出版部 1964
- 『与謝野晶子選集 全5巻』与謝野光共編 春秋社 1966-1968
- 『近代短歌の教え方』工藤信彦共著 右文書院 1968 （教え方双書）
- 『中世文学選』小林智昭共編 有精堂出版 1968.2 （新集日本文学叢刊）
- 『中世仏教歌謡集』武石彰夫共編 古典文庫 1969
- 『近世仏教歌謡集 上中』武石彰夫共編 古典文庫 1971
- 『日本近代文学大系55 近代短歌集（注釈）』角川書店 1973
- 『日本の歌謡 記紀歌謡・梁塵秘抄・閑吟集・松の葉』中西進共編 河出書房新社 1975
- 『日本文学史』井上宗雄、前田愛共著 旺文社 1975.1
- 『梁塵秘抄』校注・訳 小学館 1976.3 （日本古典文学全集
- 『鑑賞日本古典文学 第15巻 歌謡 2』志田延義共編 角川書店 1977.2
- 『完訳日本の古典 第34巻 梁塵秘抄』外村南都子と校注・訳 小学館 1988.1

## 記念論集
- 『梁塵 日本歌謡とその周辺 新間進一先生古稀記念』中世歌謡研究会編 桜楓社 1987.12